# Capítols matrimonials de Barbastre
Els anomenats Capítols matrimonials de Barbastre són una carta de donació que féu el rei Ramir II d'Aragó l'11 d'agost del 1137 a Barbastre on es recullen els capítols matrimonials pactats entre el rei Ramir II d'Aragó i el comte Ramon Berenguer IV de Barcelona i en virtut dels quals es pactava el casament del comte de Barcelona amb l'acabada de néixer Peronella d'Aragó, filla del rei d'Aragó.

## Context
El tractat s'emmarca en la problemàtica sorgida arran del Testament d'Alfons I d'Aragó (1131) per la seva successió. El Regne de Saragossa es trobava ocupat per les tropes del rei Alfons VII de Castella (Castella) Però la Santa Seu exigí l'acompliment del testament i l'entrega efectiva de les rendes que generaven els regnes que havien estat sota el domini del rei Alfons I d'Aragó als ordes militars. Per tal de concebre un successor, Ramir II d'Aragó s'havia casat amb Agnès de Poitiers, la qual acabava d'engendrar no un mascle, sinó una femella, Peronella d'Aragó, nascuda el 29 de juny del 1136. Davant d'aquesta situació s'acordà el Tractat d'Alagón (1136) mitjançant el qual es pactà el casament entre el fill primogènit del rei Alfons VII de Castella, Sanç de Castella, i l'acabada de néixer Peronella d'Aragó (que de resultes del tractat s'havia de passar a anomenar Urraca). El fet suposava que, a llarg termini, els regnes d'Aragó passarien a la Corona de Castella. A canvi, Alfons VII de Castella retornava la sobirania efectiva sobre el Regne de Saragossa a Ramir II d'Aragó, qui al seu torn en cedia el control i la defensa a Alfons VII de Castella, sempre que quan morís el retornés a Ramir II d'Aragó, que n'havia esdevingut el sobirà efectiu, tot i que a la llarga passaria a la seva filla Peronella (Urraca), i pel matrimoni pactat, a Sanç de Castella.

## Pacte de casament
La noblesa aragonesa rebutjà el casament de Peronella amb el fill Alfons VII de Castella, temerosos de caure sota el domini de Castella. Des del 24 d'agost del 1136, a l'11 d'agost del 1137 es va forjar un pacte entre Ramon Berenguer IV de Barcelona i Ramir II d'Aragó per tal de casar el jove comte de Barcelona amb la filla del rei, Peronella d'Aragó, que tenia un any d'edat.

## Els capítols matrimonials
L'11 d'agost del 1137 a Barbastre el rei Ramir II d'Aragó concertà el casament de la seva filla amb el comte Ramon Berenguer IV.
El rei donà al comte la seva filla per muller amb el seu regne tal com s'estenia i havia posseït el seu pare i rei Sanç Ramires, rei d'Aragó i Pamplona, i pels seus germans, els reis Pere I d'Aragó i Alfons I d'Aragó, quedant en llei i força els seus furs, costums i usatges que en temps dels seus predecessors havien tingut els aragonesos i eren vigents al regne. Quedava el comte com a rei en cas que la seva muller Peronella morís sense fills. També li encomanava les terres i súbdits en homenatge i jurament que li guardarien fidelment la vida i el cos del comte sense cap engany, i que l'obeirien lleialment, guardant la fidelitat que li devien a la seva filla, que era la seva senyora natural, amb la condició que si ella moria quedaria el regne subjecte al comte sense cap contradicció, i que el tindria i posseiria després de la mort del rei.
Per la seva part, el rei Ramir II seria rei mentre visqués, i seria senyor i pare en el regne d'Aragó i en els comtats del comte de Barcelona mentre li plagués.
| « | «En nom de Déu, Jo Ramir, per la gràcia de Déu, rei dels aragonesos, dono a tu Ramon, comte dels barcelonins i marquès, la meva filla com a muller, i, amb tota la integritat, el regne dels aragonesos, com el meu pare el rei Sanç o els meus germans Pere i Alfons millor sempre varen posseir i tenir, ells o qualsevol persona de qualsevol sexe per ells, salvats els usos i costums que el meu pare o el meu germà Pere tingueren en el seu regne. I t'encomano tots els homes del predit regne sota jurament i homenatge, perquè et siguin fidels de la teva vida i del teu cos i de tots els teus membres que hi hagi al teu cos, sense qualsevol frau i engany, i perquè et siguin fidels de tot el regne citat i de totes les coses al dit regne pertanyents, salvada la fidelitat a mi i a la meva filla. Totes aquestes coses sobrescrites jo citat rei Ramir de tal manera faig a tu Ramon, comte dels barcelonins i marquès, que si la meva filla citada morís, sobrevivint-la tu, la donació del predit regne lliure i immutablement tinguis, sense cap tipus d'impediment, després de la meva mort. Però entretant, si res d'augment o de transmissió dels honors o fortaleses del predit regne, jo vivent, et volgués fer, sota la citada fidelitat dels homes [que les ostenten] firme i immòbil romangui. I jo Ramir seré rei, senyor i pare en el citat regne i en tots els teus comtats, mentre em plagui. El que és fet els III idus d'agost (11 d'agost) de l'any de l'Encarnació del Senyor CXXXVII després del mil·lenni (1137), era mil cent LXXV (era hispànica 1175), regnant el citat rei Ramir. Signe Ramir rei Per a què les coses dalt escites fidel i inalterablement siguin observades, el citat rei Ramir encomanà al comte dels barcelonins als seus barons a sota citats, amb homenatge i jurament. Primerament el comte de Pallars (Artau III de Pallars Sobirà), Ramón Pérez d'Erill, Pero Raimúndez d'Erill, fill de l'anterior, Pero Raimúndez d'Estada, Gombal de Benavente, Blasco Fortunyo d'Azlor, Guillén de Capella, fill de Berenguer Gombález, Bernaldo Pérez de Laguarres, Pero López San Esteban, Galí Garcez de San Vicente, Pero Mir d'Entença, Gombal d'Entença, l'aitán Lope Garcés, Frontin, Gómez, Férriz, Pelegrín de Castiellazuelo, Arpa, Sancho Sánchez d'Arzo (o d'Asso), Maça, Fortún Dat de Barbastro, Fortún Garcez, germà de Maça, García Garcés d'Osca, García de Rodelar, Lope Blásquez de Pomar, Porchet, i el seu germà Pero, Ramón de l'Arbés (o de Larbassa), Miguel d'Albero, Sanz d'Antillón (o d'Andio), Galí Sánchez de Graus, Lope Sánchez de Jaca, Gayet, Pero López de Luesia, Galí Ximénez d'Alcalá Ponci escrivà això escrigué, per ordre del rei, el dia i l'any predits, i amb usual costum aquí posà el seu signe» | » |

## Còpies i manuscrits
Del manuscrit se'n feren diverses còpies coetànies i algunes posteriors.
- (A).
- (B). Duplicat de Ramon Berenguer IV (ACA, Pergamins de Ramón Berenguer IV, carpeta 35, núm. 86)
- (C). Còpia de la segona meitat del segle xii (ACA, Pergamins de Ramón Berenguer IV, carpeta 35, núm. 86bis)
- (D). Còpia de (C) al Liber feudorum maior (ACA, Liber feudorum maior, fol. 5-6)
- Edición de Pròsper Bofarull.

La còpia (D) que se'n va fer pel Liber feudorum maior titula el document: Instrumentum quo rex Ramirus dedit et tradidit filiam suam in uxorem Raimundi, venerabili comiti Barchinonensi, cum omni regno Aragonis

## Iconografia
|  |  |  |